# Lanzagranadas Tipo 10
El Tipo 10 (十年式擲弾筒 Juu-nen-shiki tekidantō?) era un lanzagranadas japonés de ánima lisa que fue empleado durante la Segunda Guerra Mundial. Entró en servicio en 1921.

## Características
El Tipo 10 tenía un alcance máximo de 175 m, mucho mayor que otros lanzagranadas de la época. Tenía un mecanismo para ajustar el alcance en la base del cañón, que consistía en una arandela graduada mediante la cual se variaba el tamaño de una portilla de gases situada en la base del cañón. Para alcances cortos, parte de los gases propulsores escapaban hacia los lados.

## Empleo de ejemplares capturados
Debido a un error de traducción, el Tipo 10 fue llamado "mortero de rodilla" por los estadounidenses. El manual del lanzagranadas enseñaba a las tropas a transportar el lanzagranadas sobre el muslo, con la culata acoplada a la correa y el cañón bajando por este. Las tropas estadounidenses en Guadalcanal se enteraron del nombre "mortero de rodilla" y creyeron que su ligero diseño le permitiría dispararse con su base apoyada en el muslo. Si el Tipo 10 era disparado de esta forma, su retroceso produciría severos daños. Sin embargo, luego que unos cuantos soldados se hirieron al disparar el lanzagranadas desde el muslo, se descubrió el error de traducción y cesaron los experimentos.  
La Inteligencia militar estadounidense contemporánea creía que el arma era principalmente empleada para lanzar bengalas de señales o granadas de iluminación, mientras que el más pesado Tipo 89 era empleado para disparar proyectiles explosivos.  

## Munición
- Granada Tipo 91
- Granada de humo Tipo 11
- Granada de iluminación Tipo 10
- Bengala de señales Tipo 10
- Granada incendiaria Tipo 91
- Granada de entrenamiento Tipo 10

## Galería

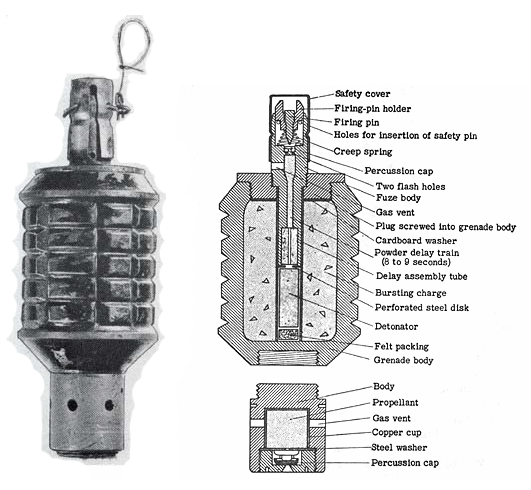
Granada Tipo 91.
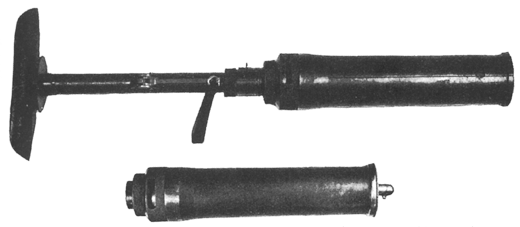
Un lanzagranadas Tipo 10 con su base montada (arriba) y desmontada para transporte (abajo).